# Рамос, Мохаммед
Мохаммед «Моха» Айрам Рамос Ваге (исп. Mohamed Airam Ramos Wade; 13 апреля 2000, Санта-Крус-де-Тенерифе, Испания) — испанский футболист, вратарь клуба «Тенерифе Б».

## Клубная карьера
Мохаммед родился на Канарских островах в семье испанца и сенегалки. Он пришёл в детскую футбольную школу «Лонгера» в четырёхлетнем возрасте и провёл в ней девять лет. Сначала Рамос был полевым игроком, но затем благодаря высокому росту стал играть в воротах. С 2012 по 2014 год он занимался в системе «Тенерифе». В 2014 году талантливый голкипер вошёл в систему именитого мадридского «Реала». Привёл игрока в «Ла Фабрику» известный скаут Сиксто Альфонсо, который за несколько лет до этого нашёл для мадридцев Хесе Родригеса.
В октябре 2017 года тренер «Реала» Зинедин Зидан, испытывавший проблемы с вратарской позицией из-за отсутствия Кейлора Наваса и Луки Зидана, перевёл Рамоса в первую команду клуба и в нескольких матчах использовал его в качестве резервного вратаря.
7 февраля 2018 года Рамос в составе юношеской команды «Реала» ярко проявил себя в матче Юношеской лиги УЕФА с «Краснодаром», отразив в послематчевой серии пенальти три удара. В сезоне 2018/19 Рамос был переведён в фарм-клуб «Реала», «Кастилью», где он стал вторым или третьим вратарём после Луки Зидана и Хавьера Бельмана. 16 сентября 2018 года Мохаммед впервые сыграл за команду, отстояв без пропущенных голов весь матч с клубом «Унионистас».

## Карьера в сборной
В 2017 году Мохаммед был вызван главным тренером юношеской сборной Испании Санти Денией на юношеский чемпионат Европы (до 17 лет) в Хорватии. Он провёл лишь одну встречу группового этапа против хозяев первенства и стал в составе своей сборной чемпионом Европы. Из-за проблем с дисциплиной Рамос не попал в заявку юношеской сборной на чемпионат мира 2017 года, проходивший в Индии.

## Достижения
- Чемпион Европы (до 17): 2017